# Hugo František z Königsegg-Rottenfelsu
Hrabě Hugo František z Königsegg-Rottenfelsu (německy Hugo Franz von Königsegg-Rothenfels, 7. května 1660, Vídeň – 6. září 1720, Bonn) byl německý šlechtic z rodu Königsegg-Rottenfels a římskokatolický duchovní, v letech 1711–1720 3. sídelní biskup litoměřické diecéze.

## Život
V pořadí třetí litoměřický biskup se narodil 7. května 1660 do významné šlechtické rodiny a při křtu dostal jménu Hugo František. Jeho otec byl Leopold Vilém hrabě z Königsegg-Rothenfelsu, dědičný držitel Aulendorfu a Staufu. Byl současně i císařským vicekancléřem a v roce 1689 obdržel český inkolát. Jeho matka byla Marie Polyxena, rozená hraběnka ze Scherfenbergu. Jeho mladší bratr František Antonín (1672–1744) byl velkopřevorem Maltézského řádu v Čechách, nejmladší bratr Lothar (1673–1751) dosáhl v armádě hodnosti polního maršála a byl vyslancem v několika evropských zemích.

### Kněžská služba

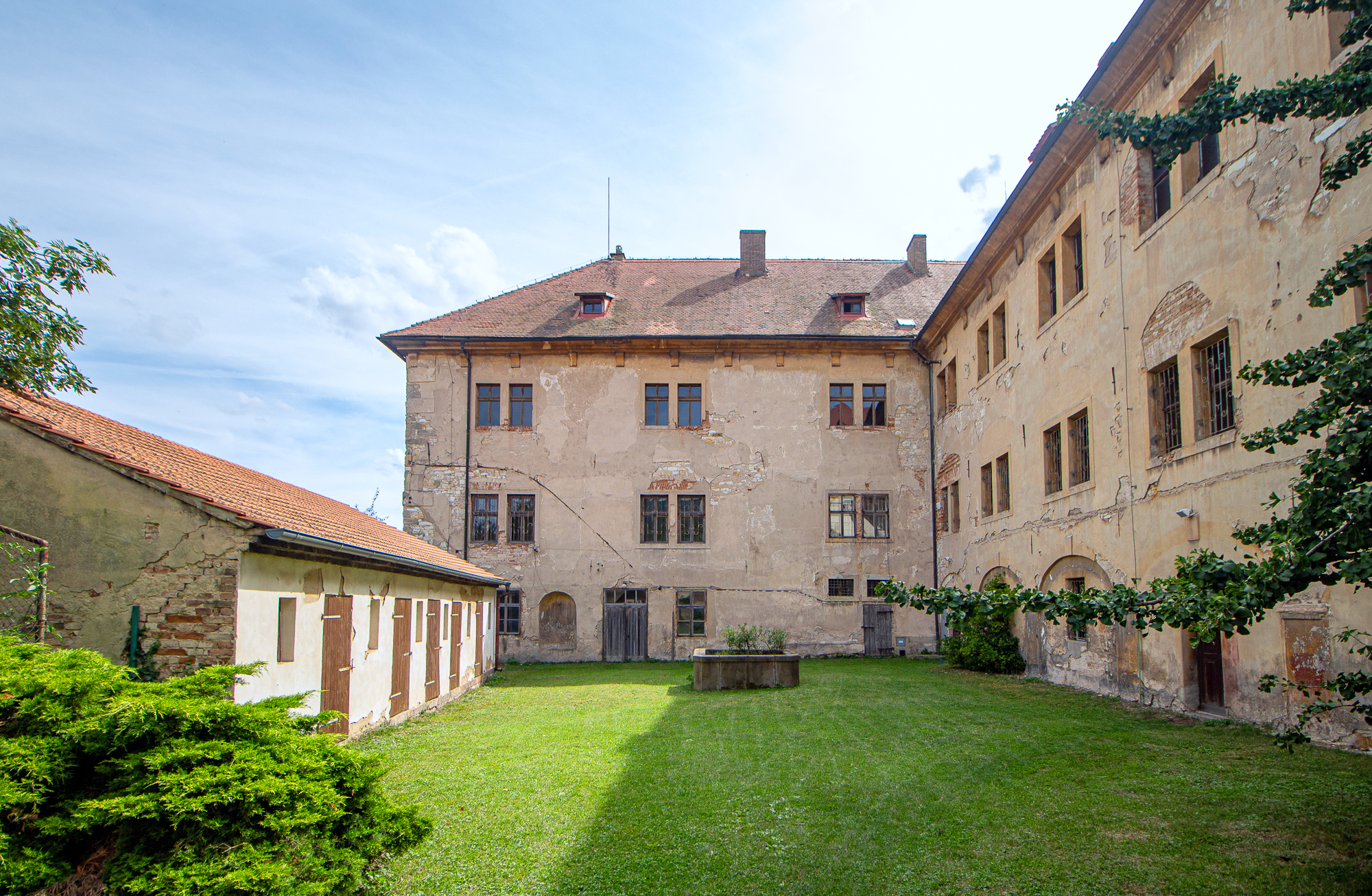
Zámek Žitenice

Od počátku byl rozhodnutím rodičů určen pro duchovní kariéru. Ta začala již ve věku 11 let, kdy 25. února 1671 obdržel od apoštolského nuncia ve Vídni arcibiskupa Antonína Pignatelliho nižší svěcení. 12. srpna 1671 se stal kanovníkem ve Štrasburku.
Dne 5. května 1687 byl jmenován velitelem salcburské pevnosti. Na kněze byl vysvěcen 20. května 1690 salcburským arcibiskupem Janem Arnoštem z Thun-Hohenštejna. Roku 1691 se stal proboštem ve vestfálském Solsstu.
Většinu života prožil v Německu a Rakousku, kde se stále více angažoval v politice. Císař Leopold I. ho za jeho podporu určil nástupcem 2. litoměřického biskupa Jaroslava Ignáce ze Šternberka.Do Čech přijel poprvé ještě nevysvěcený v roce 1692, aby převzal titul probošta pražské kolegiátní exemptní kapituly na Vyšehradě, ovšem instalace do této funkce proběhla až 2. května 1698. Bylo to po intervenci jeho otce z Vídně, který se kapituly dotázal zda musí být syn do určité doby instalován a zda musí v Praze žít. Vyšehradská kapitula odpověděla, že to není nezbytně nutné, a proto byla instalace tedy odložena o šest let na rok 1698. Vyšehradskému proboštství patřil mimo jiné zámek a statek v Žitenicích, který si Hugo František coby probošt oblíbil i kvůli zdejší krajině a nechal ho přestavět. Přestavba žitenického zámku byla dokončena v roce 1699. Během svého pobytu v Čechách ho arcibiskup Josef Klement z Wittelsbachu jmenoval děkanem kapituly v arcibiskupství v Kolíně nad Rýnem. Kolínští arcibiskupové měli v letech 1273–1794 svou rezidenci v Bonnu.
Další tituly jimiž byl obdařen byly: 15. ledna 1708 jmenování císařským zplnomocněncem v Dolnorýnském kraji, dále pak se stal nejvyšší hofmistrem a tajným radou v Bonnu.

### Biskupská služba

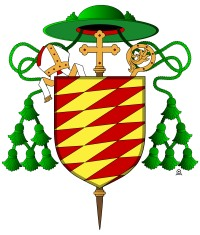
Biskupský erb Huga Františka Königsegga-Rottenfelse

Hrabě Hugo František se pokoušel získat biskupský titul. Nejprve v Hradci Králové, tamním biskupem však byl roku 1702 zvolen Tobiáš Jan Becker, který se tak stal se 5. sídelním biskupem královéhradeckým. Hugo František tedy požádal o biskupský úřad v Litoměřicích. V té době zde ovšem působil zcela zdravý a velmi aktivní 2. litoměřický biskup Jaroslav Ignác ze Šternberka. Ten se proti Königseggovu jmenování koadjutorem (biskupem s nástupnickým právem) bránil, avšak marně. Na jmenování nového biskupa trval sám císař. Do záležitosti však zasáhl papežský stolec, neboť o jmenování Königsegga do Litoměřic nebyl předem informován a žádost zamítl. Tehdy 32letý Königsegg zůstal tedy v Bonnu. Byl to však jeho první neúspěch v dosavadní kariéře. Litoměřický biskup Šternberk zemřel 12. dubna 1709 a Königsegg žádost o funkci zopakoval. Papežské potvrzení na funkci litoměřického biskupa přišlo 27. ledna 1710. Co se týče obročí, to si mohl podržet v Kolíně nad Rýnem, Bonnu a Štrasburku, ostatních se musel vzdát.
Vysvěcen na biskupa byl 7. července 1711 v Prešpurku a do Litoměřic přesídlil až 5 let od svého biskupského svěcení. Do té doby pobýval v Bonnu. V úředních věcech ho v té době zastupoval generální vikář Tobiáš Hübner (1712–1714). Dne 11. října 1716 se konala biskupská intronizace Huga Františka v litoměřické katedrále sv. Štěpána. Při té příležitosti byly rozhazovány zlaté a stříbrné pamětní mince s datem 4. října 1716, které jsou dnes považovány za numismaticky cenné.
Osobně pobyl biskup Hugo František v Litoměřicích pouze jeden rok. Jeho úřední agendu vyřizoval generální vikář Gottfried Hoffer z Lobenštejnu v úřadu v letech 1715–1720. V době nepřítomnosti Königsegga v litoměřické diecézi vykonával za něho svěcení královéhradecký biskup Jan Adam Vratislav z Mitrovic, jeho pozdější nástupce na biskupském stolci litoměřickém.

### Stavební činnost
Katedrála sv. Štěpána byla ve špatném stavebním stavu a hrozilo nebezpečí zřícení východního chóru. To přimělo hraběte Königsegga k rozhodnutí budovu zrekonstruovat. Rekonstrukce byla hrazena z tzv. solní pokladny nákladem 40 tisíc zlatých. Katedrála neměla věž, proto dal Königsegg položit 23. prosince 1716 základní kámen k její výstavbě. Celý litoměřický Dómský pahorek, dal ohradit zdí s branami. Za důkladnou opravu katedrály, protože na stavbě se jak v klenbě i na stěnách objevily nebezpečné trhliny, obdržel titul: (latinsky) „Restaurator Ecclesiae cathedralis“.

## Stav duchovenstva
Za Königseggova episkopátu měla diecéze 79 duchovních. Římskokatolických věřících žijících v diecézi se počítalo asi na 150 tisíc. Podařilo se mu získat dalších 24 tisíc zlatých ze solní pokladny. Ty byly použity pro založení dvou nových kanonikátů v katedrální kapitule. Vznikl tak tzv. 1. a 2. königseggiánský kanonikát.

## Závěr života
V roce 1717 se vrátil do Bonnu a tam se ujal svých funkcí, které vykonával až do smrti. Litoměřice, kde byl sídelním biskupem, již nikdy nenavštívil. Zemřel 6. září 1720 na zámku v Bonnu. Přechodně byl pohřben z v kapli sv. Barbory na zámku, kde žil, z důvodu nepřítomnosti kurfiřta a kolínského arcibiskupa. Když se kurfiřt vrátil, bylo Königseggovo tělo přeneseno do tzv. chóru sv. Petra, v kryptě pod varhanami, kde byl již pohřben kolínský arcibiskup Siegfried hrabě z Westerburgu (1274–1297). Když v roce 1794 obsadili Bonn Francouzi, byla krypta zničena. V Münsteru za zdí původní krypty v dutině byly ve 20. století nalezeny kosti, které výzkum určil jako ostatky kolínského arcibiskupa a litoměřického biskupa Königsegga. Ty pak byly znovu pohřbeny v rajském dvoře křížové chodby spolu s dalšími neznámými kosterními pozůstatky tamních duchovních.